# Ryōta Yamagata
Ryōta Yamagata (jap. 山縣 亮太, Yamagata Ryōta; * 10. Juni 1992 in Hiroshima, Präfektur Hiroshima) ist ein japanischer Leichtathlet, der sich auf den Sprint spezialisiert hat.

## Sportliche Laufbahn
Erste internationale Erfolge feierte Ryōta Yamagata bei den Jugendweltmeisterschaften 2009 in Brixen, bei denen er in 10,80 s Platz vier im 100-Meter-Lauf erreichte und mit der japanischen Sprintstaffel (1000 Meter) die Bronzemedaille gewann. 2011 gelangte er bei der Sommer-Universiade in Shenzhen bis in das Halbfinale und wurde mit der 4-mal-100-Meter-Staffel in der ersten Runde disqualifiziert. 2012 qualifizierte er sich erstmals für die Olympischen Spiele in London, bei denen er über 100 Meter mit 10,10 s im Halbfinale ausschied und mit der japanischen Stafette in 38,35 s im Finale Platz vier belegte. Im Jahr darauf gewann Yamagata die Silbermedaille über 100 Meter und mit der Staffel bei den Studentenweltspielen in Kasan und qualifizierte sich über 100 Meter auch für die Weltmeisterschaften in Moskau, bei denen er mit 10,21 s im Vorlauf ausschied. Anschließend gewann er bei den Ostasienspielen in Tianjin Silber über 100 Meter und siegte mit der japanischen Stafette in 38,44 s.
2014 wurde er bei den Asienspielen im südkoreanischen Incheon in 10,26 s Sechster und gewann mit der Staffel in 38,49 s die Silbermedaille hinter der Mannschaft aus China. Zwei Jahre darauf qualifizierte er sich erneut für die Olympischen Spiele in Rio de Janeiro, bei denen er im Einzelbewerb erneut in das Halbfinale gelangte und dort mit 10,05 s ausschied. Mit der Staffel stellte er im Finale mit einer Zeit von 37,60 s einen neuen Asienrekord auf und konnte die favorisierte Staffel aus Kanada sowie die später disqualifizierten US-Amerikaner hinter sich lassen und gewann damit die Silbermedaille hinter der Mannschaft aus Jamaika. 2018 nahm er erneut an den Asienspielen in Jakarta teil, gewann in 10,00 s die Bronzemedaille über 100 Meter und siegte mit der Staffel in 38,16 s. Bei den Asienmeisterschaften 2019 in Doha gelangte er über 100 Meter bis in das Finale, in dem er aber nicht mehr antreten konnte. Bei den Olympischen Sommerspielen 2021 in Tokio sprach er zusammen mit der Tischtennisspielerin Kasumi Ishikawa den olympischen Eid für die Sportler. Im Wettbewerb über 100 Meter schied er als vierter seines Vorlaufs mit einer Zeit von 10,15 s aus. Mit der japanischen Staffel erreichte er über 4 × 100 Meter das Finale. Nach einem Wechselfehler konnte die Staffel das Rennen aber nicht beenden. Zuvor siegte er in 10,14 s beim Mikio Oda Memorial Athletics Meet und verbesserte im Juni den japanischen Landesrekord über 100 m auf 9,95 s.
2013 und 2018 wurde Yamagata Japanischer Meister im 100-Meter-Lauf. Er absolvierte ein Studium der Politikwissenschaften an der Keiō-Universität in Tokio.

## Persönliche Bestzeiten
- 100 Meter: 9,95 s (+2,0 m/s), 6. Juni 2021 in Tottori (japanischer Rekord)
  - 60 Meter (Halle): 6,71 s, 5. Februar 2011 in Osaka
- 200 Meter: 20,41 s (−0,5 m/s), 26. Mai 2018 in Yokohama